# 揚丘爾河
揚丘爾河（烏克蘭語：Янчул），是烏克蘭的河流，屬於蓋丘爾河的右支流，發源自亞速高地，流經扎波羅熱州，河道全長72公里，流域面積951平方公里，右支流有索洛納河。